# Macrocneme chiriquicola
Macrocneme chiriquicola är en fjärilsart som beskrevs av Embrik Strand 1917. Macrocneme chiriquicola ingår i släktet Macrocneme och familjen björnspinnare. Inga underarter finns listade i Catalogue of Life.